# Pyrrharctia
Pyrrharctia é um gênero de traça pertencente à família Arctiidae.